# Aloe mcloughlinii
Aloe mcloughlinii ist eine Pflanzenart der Gattung der Aloen in der Unterfamilie der Affodillgewächse (Asphodeloideae). Das Artepitheton mcloughlinii ehrt den südafrikanischen Anwalt Alfred G. McLoughlin (1886–1960) der das Typusexemplar sammelte.

## Beschreibung

### Vegetative Merkmale
Aloe mcloughlinii wächst stammlos oder kurz stammbildend, ist einfach oder bildet in der Regel Gruppen, die aus bis zu sechs Rosetten bestehen. Die 16 bis 20 lanzettlich verschmälerten Laubblätter bilden eine Blattrosette. Die glänzend grüne Blattspreite ist etwa 40 bis 50 Zentimeter lang und 7 Zentimeter breit. Sie ist mit vielen hellgrünen verlängerten Flecken besetzt. Auf der Blattunterseite sind die Flecken zahlreicher und größer. Die Blattoberfläche ist glatt. Die festen, rötlich braun gespitzten Zähne am Blattrand sind etwa 3 bis 5 Millimeter lang und stehen 10 bis 15 Millimeter voneinander entfernt.

### Blütenstände und Blüten
Der Blütenstand weist sechs bis neun Zweige auf und erreicht eine Länge von 100 bis 120 Zentimeter. Die lockeren, zylindrisch spitz zulaufenden Trauben sind bis zu 15 Zentimeter lang und 6 Zentimeter breit. Die deltoid-spitzen Brakteen weisen eine Länge von 5 Millimeter auf und sind 2 Millimeter breit. Die erdbeerroten, leicht bereiften Blüten stehen an 10 Millimeter langen Blütenstielen. Sie sind 20 bis 24 Millimeter lang und an ihrer Basis gerundet. Auf Höhe des Fruchtknotens weisen die Blüten einen Durchmesser von 9 bis 10 Millimeter auf. Darüber sind sie leicht verengt und schließlich zur Mündung leicht erweitert. Ihre äußeren Perigonblätter sind auf einer Länge von 16 Millimetern nicht miteinander verwachsen. Die Staubblätter und der Griffel ragen 4 bis 5 Millimeter aus der Blüte heraus.

### Genetik
Die Chromosomenzahl beträgt {\displaystyle 2n=14}.

## Systematik und Verbreitung
Aloe mcloughlinii ist in Äthiopien in der Gegend um Dire Dawa verbreitet.
Die Erstbeschreibung durch Hugh Basil Christian wurde 1951 veröffentlicht. Ein Synonym ist Aloe mcloughlinii hort. (ohne Jahr, nom. inval. ICBN-Artikel 61.1).

## Nachweise